# 新加坡沙群海葵
新加坡沙群海葵（学名：Palythoa singaporensis）为鞘群海葵科沙群海葵属的动物。分布于新加坡以及南海西沙群岛等，主要附着于苍珊瑚残骸上。